# Liste der Staatsoberhäupter 2022
Übersicht
◄◄ | ◄ | 2018 | 2019 | 2020 | 2021 | Liste der Staatsoberhäupter 2022 | 2023 | 2024 | 2025 | 2026

Weitere Ereignisse

## Afrika
- Ägypten
  - Staatsoberhaupt: Präsident Abd al-Fattah as-Sisi (seit 2014)
  - Regierungschef: Ministerpräsident Mustafa Madbuli (seit 2018)
- Algerien
  - Staatsoberhaupt: Präsident Abdelmadjid Tebboune (seit 2019)
  - Regierungschef: Ministerpräsident Aymen Benabderrahmane (2021–2023)
- Angola
  - Staats- und Regierungschef: Präsident João Lourenço (seit 2017)
- Äquatorialguinea
  - Staatsoberhaupt: Präsident Teodoro Obiang Nguema Mbasogo (seit 1979) (bis 1982 Vorsitzender des Obersten Militärrats)
  - Regierungschef: Premierminister Francisco Pascual Obama Asue (2016–2023)
- Äthiopien
  - Staatsoberhaupt: Präsidentin Sahle-Work Zewde (2018–2024)
  - Regierungschef: Ministerpräsident Abiy Ahmed Ali (seit 2018)
- Benin
  - Staats- und Regierungschef: Präsident Patrice Talon (seit 2016)
- Botswana
  - Staats- und Regierungschef: Präsident Mokgweetsi Masisi (2018–2024)
- Burkina Faso
  - Staatsoberhaupt:
    - Präsident Roch Marc Kaboré (2015–24. Januar 2022) (1994–1996 Ministerpräsident)
    - Präsident Paul-Henri Sandaogo Damiba (24. Januar 2022–30. September 2022)
    - Präsident Ibrahim Traoré (seit 30. September 2022)

  - Regierungschef:
    - Ministerpräsident Lassina Zerbo (2021–24. Januar 2022)
    - Ministerpräsident Albert Ouédraogo (3. März 2022–30. September 2022)
    - Ministerpräsident Apollinaire de Tambèla (21. Oktober 2022–2024)
- Burundi
  - Staatsoberhaupt: Präsident Évariste Ndayishimiye (seit 2020)
  - Regierungschef:
    - Premierminister Alain-Guillaume Bunyoni (2020–7. September 2022)
    - Premierminister Gervais Ndirakobuca (7. September 2022–2025)
- Dschibuti
  - Staatsoberhaupt: Präsident Ismail Omar Guelleh (seit 1999)
  - Regierungschef: Ministerpräsident Abdoulkader Kamil Mohamed (seit 2013)
- Elfenbeinküste
  - Staatsoberhaupt: Präsident Alassane Ouattara (seit 2010) (1990–1993 Premierminister)
  - Regierungschef: Premierminister Patrick Achi (2021–2023)
- Eritrea
  - Staats- und Regierungschef: Präsident Isayas Afewerki (seit 1993)
- Eswatini
  - Staatsoberhaupt: König Mswati III. (seit 1986)
  - Regierungschef: Premierminister Cleopas Dlamini (2021–2023)
- Gabun
  - Staatsoberhaupt: Präsident Ali-Ben Bongo Ondimba (2009–2023)
  - Regierungschef: Premierministerin Rose Christiane Ossouka Raponda (2020–2023)
- Gambia
  - Staats- und Regierungschef: Präsident Adama Barrow (seit 2017)
- Ghana
  - Staats- und Regierungschef: Präsident Nana Akufo-Addo (2017–2025)
- Guinea
  - Staatsoberhaupt: Vorsitzender des Nationalen Verteidigungsrates Mamady Doumbouya (seit 2021)
  - Regierungschef:
    - Ministerpräsident Mohamed Béavogui (2021–16. Juli 2022)
    - Ministerpräsident Bernard Goumou (16. Juli 2022–2024)
- Guinea-Bissau
  - Staatsoberhaupt: Präsident Umaro Sissoco Embaló (seit 2020) (2016–2018 Ministerpräsident)
  - Regierungschef: Ministerpräsident Nuno Gomes Nabiam (2020–2023)
- Kamerun
  - Staatsoberhaupt: Präsident Paul Biya (seit 1982)
  - Regierungschef: Ministerpräsident Joseph Dion Ngute (seit 2019)
- Kap Verde
  - Staatsoberhaupt: Präsident José Maria Neves (seit 2021) (2001–2016 Premierminister)
  - Regierungschef: Premierminister Ulisses Correia e Silva (seit 2016)
- Kenia
  - Staats- und Regierungschef:
    - Präsident Uhuru Kenyatta (2013–13. September 2022)
    - Präsident William Ruto (seit 13. September 2022)
- Komoren
  - Staats- und Regierungschef: Präsident Azali Assoumani (1999–2006, seit 2016)
- Demokratische Republik Kongo
  - Staatsoberhaupt: Präsident Félix Tshisekedi (seit 2019)
  - Regierungschef: Premierminister Jean-Michel Sama Lukonde (2021–2024)
- Republik Kongo
  - Staats- und Regierungschef: Präsident Denis Sassou-Nguesso (1979–1992, seit 1997)
  - Regierungschef: Ministerpräsident Anatole Collinet Makosso (seit 2021)
- Lesotho
  - Staatsoberhaupt: König Letsie III. (1990–1995, seit 1996)
  - Regierungschef:
    - Ministerpräsident Moeketsi Majoro (2020–27. Oktober 2022)
    - Ministerpräsident Sam Matekane (seit 28. Oktober 2022)
- Liberia
  - Staats- und Regierungschef: Präsident George Weah (2018–2024)
- Libyen
  - Staatsoberhaupt: Präsidentenratsvorsitzender Mohamed al-Menfi (seit 2021)
  - Regierungschef:
    - Ministerpräsident Abdul Hamid Dbeiba (2021–3. März 2022)
    - Ministerpräsident Fathi Baschagha (seit 3. März 2022)
- Madagaskar
  - Staatsoberhaupt: Präsident Andry Rajoelina (2009–2014, 2019–2023, seit 2023)
  - Regierungschef: Ministerpräsident Christian Ntasy (seit 2018) (2023 Staatsoberhaupt)
- Malawi
  - Staats- und Regierungschef: Präsident Lazarus Chakwera (seit 2020)
- Mali
  - Staatsoberhaupt: Präsident Assimi Goïta (seit 2021) (kommissarisch)
  - Regierungschef:
    - Ministerpräsident Choguel Kokalla Maïga (2021–22. August 2022)
    - Ministerpräsident Abdoulaye Maïga (seit 22. August 2022)
- Marokko
  - Staatsoberhaupt: König Mohammed VI. (seit 1999)
  - Regierungschef: Ministerpräsident Aziz Akhannouch (seit 2021)
- Mauretanien
  - Staatsoberhaupt: Präsident Mohamed Ould Ghazouani (seit 2019)
  - Regierungschef: Ministerpräsident Mohamed Ould Bilal (2020–2024)
- Mauritius
  - Staatsoberhaupt: Präsident Prithvirajsing Roopun (2019–2024)
  - Regierungschef: Premierminister Pravind Jugnauth (2017–2024)
- Mosambik
  - Staatsoberhaupt: Präsident Filipe Nyusi (2015–2025)
  - Regierungschef:
    - Premierminister Carlos Agostinho do Rosário (2015–3. März 2022)
    - Premierminister Adriano Maleiane (3. März 2022–2025)
- Namibia
  - Staatsoberhaupt: Präsident Hage Geingob (2015–2024) (1990–2002, 2012–2015 Premierminister)
  - Regierungschef: Premierministerin Saara Kuugongelwa-Amadhila (2015–2025)
- Niger
  - Staatsoberhaupt: Präsident Mohamed Bazoum (2021–2023)
  - Regierungschef: Premierminister Ouhoumoudou Mahamadou (2021–2023)
- Nigeria
  - Staats- und Regierungschef: Präsident Muhammadu Buhari (1983–1985, 2015–2023)
- Ruanda
  - Staatsoberhaupt: Präsident Paul Kagame (seit 2000)
  - Regierungschef: Ministerpräsident Édouard Ngirente (2017–2025)
- Sambia
  - Staats- und Regierungschef: Präsident Hakainde Hichilema (seit 2021)
- São Tomé und Príncipe
  - Staatsoberhaupt: Präsident Carlos Vila Nova (seit 2021)
  - Regierungschef:
    - Premierminister Jorge Bom Jesus (2018–11. November 2022)
    - Premierminister Patrice Trovoada (2008, 2010–2012, 2014–2018, 11. November 2022–2025)
- Senegal
  - Staatsoberhaupt: Präsident Macky Sall (2012–2024) (2004–2007 Premierminister)
  - Regierungschef: Premierminister Amadou Ba (17. September 2022–2024)
- Seychellen
  - Staats- und Regierungschef: Präsident Wavel Ramkalawan (seit 2020)
- Sierra Leone
  - Staats- und Regierungschef: Präsident Julius Maada Bio (seit 2018)
- Simbabwe
  - Staats- und Regierungschef: Präsident Emmerson Mnangagwa (seit 2017)
- Somalia
  - Staatsoberhaupt:
    - Präsident Mohamed Abdullahi Mohamed (2017–9. Juni 2022)
    - Präsident Hassan Sheikh Mohamud (2012–2017, seit 9. Juni 2022)

  - Regierungschef:
    - Ministerpräsident Mohamed Hussein Roble (2020–26. Juni 2022)
    - Ministerpräsident Hamza Abdi Barre (seit 26. Juni 2022)

  - Somaliland (international nicht anerkannt)
    - Staats- und Regierungschef: Präsident Muse Bihi Abdi (2017–2024)
- Südafrika
  - Staats- und Regierungschef: Präsident Cyril Ramaphosa (seit 2018)
- Sudan
  - Staatsoberhaupt: Vorsitzender des Souveränen Rates Abdel Fattah Burhan (seit 2019)
  - Regierungschef:
    - Ministerpräsident Abdalla Hamdok (2019–2021, 2021–2. Januar 2022)
    - Ministerpräsident Osman Hussein (19. Januar 2022–2025) (kommissarisch)
- Südsudan
  - Staats- und Regierungschef: Präsident Salva Kiir Mayardit (seit 2011)
- Tansania
  - Staatsoberhaupt: Präsidentin Samia Suluhu Hassan (seit 2021)
  - Regierungschef: Premierminister Kassim Majaliwa (seit 2015)
- Togo
  - Staatsoberhaupt: Präsident Faure Gnassingbé (2005, 2005–2025) (seit 2025 Premierminister)
  - Regierungschef: Premierministerin Victoire Tomegah Dogbé (2020–2025)
- Tschad
  - Staatsoberhaupt: Vorsitzender des Militärrates Mahamat Idriss Déby Itno (seit 2021)
  - Regierungschef:
    - Premierminister Albert Pahimi Padacké (2016–2018, 2021–12. Oktober 2022)
    - Premierminister Saleh Kebzabo (seit 12. Oktober 2022)
- Tunesien
  - Staatsoberhaupt: Präsident Kais Saied (seit 2019)
  - Regierungschef: Premierministerin Najla Bouden Romdhane (2021–2023)
- Uganda
  - Staatsoberhaupt: Präsident Yoweri Museveni (seit 1986)
  - Regierungschef: Ministerpräsident Robinah Nabbanja (seit 2021)
- Westsahara (umstritten)
  - Staatsoberhaupt: Präsident Brahim Ghali (seit 2016) (im Exil)
  - Regierungschef: Ministerpräsident Bouchraya Hammoudi Beyoun (1993–1995, 1999–2003, seit 2020)
- Zentralafrikanische Republik
  - Staatsoberhaupt: Präsident Faustin-Archange Touadéra (seit 2016)
  - Regierungschef:
    - Ministerpräsident Henri-Marie Dondra (2021–7. Februar 2022)
    - Ministerpräsident Félix Moloua (seit 7. Februar 2022)

## Amerika

### Nordamerika
- Kanada
  - Staatsoberhaupt:
    - Königin Elisabeth II. (1952–8. September 2022)
    - König Charles III. (seit 8. September 2022)
      - Generalgouverneurin: Mary Simon (seit 2021)

  - Regierungschef: Premierminister Justin Trudeau (2015–2025)
- Mexiko
  - Staats- und Regierungschef: Präsident Andrés Manuel López Obrador (2018–2024)
- Vereinigte Staaten von Amerika
  - Staats- und Regierungschef: Präsident Joe Biden (2021–2025)

### Mittelamerika
- Antigua und Barbuda
  - Staatsoberhaupt:
    - Königin Elisabeth II. (1981–8. September 2022)
    - König Charles III. (seit 8. September 2022)
      - Generalgouverneur: Rodney Williams (seit 2014)

  - Regierungschef: Premierminister Gaston Browne (seit 2014)
- Bahamas
  - Staatsoberhaupt:
    - Königin Elisabeth II. (1973–2022)
    - König Charles III. (seit 8. September 2022)
      - Generalgouverneur: Cornelius A. Smith (2019–2023)

  - Regierungschef: Premierminister Philip Davis (seit 2021)
- Barbados
  - Staatsoberhaupt: Präsidentin Sandra Mason (seit 2021)
  - Regierungschef: Premierministerin Mia Amor Mottley (seit 2018)
- Belize
  - Staatsoberhaupt:
    - Königin Elisabeth II. (1981–2022)
    - König Charles III. (seit 8. September 2022)
      - Generalgouverneurin: Froyla Tzalam (seit 2021)

  - Regierungschef: Ministerpräsident Johnny Briceño (seit 2020)
- Costa Rica
  - Staats- und Regierungschef:
    - Präsident Carlos Alvarado Quesada (2018–8. Mai 2022)
    - Präsident Rodrigo Chaves Robles (seit 8. Mai 2022)
- Dominica
  - Staatsoberhaupt: Präsident Charles Savarin (2013–2023)
  - Regierungschef: Premierminister Roosevelt Skerrit (seit 2004)
- Dominikanische Republik
  - Staats- und Regierungschef: Präsident Luis Abinader (seit 2020)
- El Salvador
  - Staats- und Regierungschef: Präsident Nayib Bukele (2019–2023, seit 2024)
- Grenada
  - Staatsoberhaupt:
    - Königin Elisabeth II. (1974–2022)
    - König Charles III. (seit 8. September 2022)
      - Generalgouverneurin: Cécile La Grenade (seit 2013)

  - Regierungschef:
    - Premierminister Keith Mitchell (1995–2008, 2013–24. Juni 2022)
    - Premierminister Dickon Mitchell (seit 24. Juni 2022)
- Guatemala
  - Staats- und Regierungschef: Präsident Alejandro Giammattei (2020–2024)
- Haiti
  - Staatsoberhaupt: Premierminister Ariel Henry (2021–2024) (kommissarisch)
  - Regierungschef: Premierminister Ariel Henry (2021–2024)
- Honduras
  - Staats- und Regierungschef:
    - Präsident Juan Orlando Hernández (2014–27. Januar 2022)
    - Präsidentin Xiomara Castro (seit 27. Januar 2022)
- Jamaika
  - Staatsoberhaupt:
    - Königin Elisabeth II. (1962–2022)
    - König Charles III. (seit 8. September 2022)
      - Generalgouverneur: Patrick Allen (seit 2009)

  - Regierungschef: Ministerpräsident Andrew Holness (seit 2016)
- Kuba
  - Staatsoberhaupt: Präsident Miguel Díaz-Canel (seit 2018) (2018–2019 Präsident des Ministerrates)
  - Regierungschef: Präsident des Ministerrates Manuel Marrero Cruz (seit 2019)
- Nicaragua
  - Staats- und Regierungschef: Präsident Daniel Ortega (1985–1990, seit 2007) (1979–1985 Mitglied der Regierungsjunta des nationalen Wiederaufbaus)
- Panama
  - Staats- und Regierungschef: Präsident Laurentino Cortizo (2019–2024)
- St. Kitts und Nevis
  - Staatsoberhaupt:
    - Königin Elisabeth II. (1983–2022)
    - König Charles III. (seit 8. September 2022)
      - Generalgouverneur: Samuel Weymouth Tapley Seaton (2015–2023)

  - Regierungschef:
    - Ministerpräsident Timothy Harris (2015–6. August 2022)
    - Ministerpräsident Terrance Drew (seit 6. August 2022)
- St. Lucia
  - Staatsoberhaupt:
    - Königin Elisabeth II. (1979–2022)
    - König Charles III. (seit 8. September 2022)
      - Generalgouverneur: Cyril Errol Charles (seit 2021)

  - Regierungschef: Ministerpräsident Philip Pierre (seit 2021)
- St. Vincent und die Grenadinen
  - Staatsoberhaupt:
    - Königin Elisabeth II. (1979–2022)
    - König Charles III. (seit 8. September 2022)
      - Generalgouverneurin: Susan Dougan (seit 2019)

  - Regierungschef: Ministerpräsident Ralph Gonsalves (seit 2001)
- Trinidad und Tobago
  - Staatsoberhaupt: Präsidentin Paula Mae Weekes (2018–2023)
  - Regierungschef: Premierminister Keith Rowley (2015–2025)

### Südamerika
- Argentinien
  - Staats- und Regierungschef: Präsident Alberto Ángel Fernández (2019–2023)
- Bolivien
  - Staats- und Regierungschef: Präsident Luis Arce (seit 2020)
- Brasilien
  - Staats- und Regierungschef: Präsident Jair Bolsonaro (2019–2023)
- Chile
  - Staats- und Regierungschef:
    - Präsident Sebastián Piñera (2018–11. März 2022)
    - Präsident Gabriel Boric (seit 11. März 2022)
- Ecuador
  - Staats- und Regierungschef: Präsident Guillermo Lasso (2021–2023)
- Guyana
  - Staatsoberhaupt: Präsident Mohamed Irfaan Ali (seit 2020)
  - Regierungschef: Ministerpräsident Mark Phillips (seit 2020)
- Kolumbien
  - Staats- und Regierungschef:
    - Präsident Iván Duque (2018–7. August 2022)
    - Präsident Gustavo Petro  (seit 7. August 2022)
- Paraguay
  - Staats- und Regierungschef: Präsident Mario Abdo Benítez (2018–2023)
- Peru
  - Staatsoberhaupt:
    - Präsident Pedro Castillo (2021–7. Dezember 2022)
    - Präsidentin Dina Boluarte (seit 7. Dezember 2022)

  - Regierungschef:
    - Ministerpräsidentin Mirtha Vásquez (2021–1. Februar 2022)
    - Ministerpräsident Héctor Valer (1. Februar 2022–4. Februar 2022)
    - Ministerpräsident Aníbal Torres (8. Februar 2022–25. November 2022)
    - Ministerpräsidentin Betssy Chávez (25. November 2022–7. Dezember 2022)
    - Ministerpräsident Pedro Angulo Arana (10. Dezember 2022–21. Dezember 2022)
    - Ministerpräsident Alberto Otárola (21. Dezember 2022–2024)
- Suriname
  - Staatsoberhaupt: Präsident Chan Santokhi (2020–2025)
  - Regierungschef: Vizepräsident Ronnie Brunswijk (2020–2025)
- Uruguay
  - Staats- und Regierungschef: Präsident Luis Alberto Lacalle Pou (2020–2025)
- Venezuela
  - Staats- und Regierungschef: Präsident Nicolás Maduro (seit 2013)

## Asien

### Ost-, Süd- und Südostasien
- Bangladesch
  - Staatsoberhaupt: Präsident Abdul Hamid (2013–2023)
  - Regierungschef: Premierministerin Hasina Wajed (1996–2001, 2009–2024)
- Bhutan
  - Staatsoberhaupt: König Jigme Khesar Namgyel Wangchuck (seit 2006)
  - Regierungschef: Ministerpräsident Lotay Tshering (2018–2023)
- Brunei
  - Staats- und Regierungschef: Sultan Hassanal Bolkiah (seit 1967)
- Republik China (Taiwan)
  - Staatsoberhaupt: Präsidentin Tsai Ing-wen (2016–2024)
  - Regierungschef: Ministerpräsident Su Tseng-chang (2006–2007, 2019–2023)
- Volksrepublik China
  - Staatsoberhaupt: Präsident Xi Jinping (seit 2013)
  - Regierungschef: Ministerpräsident Li Keqiang (2013–2023)
- Indien
  - Staatsoberhaupt:
    - Präsident Ram Nath Kovind (2017–25. Juli 2022)
    - Präsidentin Draupadi Murmu (seit 25. Juli 2022)

  - Regierungschef: Premierminister Narendra Modi (seit 2014)
- Indonesien
  - Staats- und Regierungschef: Präsident Joko Widodo (2014–2024)
- Japan
  - Staatsoberhaupt: Tennō (Kaiser) Naruhito (seit 2019)
  - Regierungschef: Premierminister Fumio Kishida (2021–2024)
- Kambodscha
  - Staatsoberhaupt: König Norodom Sihamoni (seit 2004)
  - Regierungschef: Premierminister Hun Sen (1985–2023)
- Nordkorea
  - De-facto-Herrscher: Kim Jong-un (seit 2011)
  - Staatsoberhaupt: Vorsitzender des Präsidiums der Obersten Volksversammlung Choe Ryong-hae (seit 2019)
  - Regierungschef: Premierminister Kim Tok-hun (2020–2024)
- Südkorea
  - Staatsoberhaupt:
    - Präsident Moon Jae-in (2017–10. Mai 2022)
    - Präsident Yoon Suk-yeol (10. Mai 2022–2024)

  - Regierungschef:
    - Premierminister Kim Boo-kyum (2021–12. Mai 2022)
    - Premierminister Choo Kyung-ho (12. Mai 2022–20. Mai 2022)
    - Premierminister Han Duck-soo (20. Mai 2022–2024)
- Laos
  - Staatsoberhaupt: Präsident Thongloun Sisoulith (seit 2021)
  - Regierungschef:
    - Premierminister Phankham Viphavanh (2021–30. Dezember 2022)
    - Premierminister Sonexay Siphandone (seit 30. Dezember 2022)
- Malaysia
  - Staatsoberhaupt: Oberster Herrscher Abdullah Shah (2019–2024)
  - Regierungschef:
    - Premierminister Ismail Sabri Yaakob (2021–24. November 2022)
    - Premierminister Anwar Ibrahim (seit 24. November 2022)
- Malediven
  - Staats- und Regierungschef: Präsident Ibrahim Mohamed Solih (2018–2023)
- Myanmar
  - Staatsoberhaupt: Präsident Myint Swe (2018, 2021–2024)
  - Regierungschef: Ministerpräsident Min Aung Hlaing (2021–2025) (seit 2024 Präsident)
- Nepal
  - Staatsoberhaupt: Präsidentin Bidhya Devi Bhandari (2015–2023)
  - Regierungschef:
    - Premierminister Sher Bahadur Deuba (1995–1997, 2001–2002, 2004–2005, 2017–2018, 2021–26. Dezember 2022)
    - Premierminister Pushpa Kamal Dahal (2008–2009, 2016–2017, 26. Dezember 2022–2024)
- Osttimor
  - Staatsoberhaupt:
    - Präsident Francisco Guterres (2017–20. Mai 2022)
    - Präsident José Ramos-Horta (2007–2008, 2008–2012, seit 20. Mai 2022) (2006–2007 Premierminister)

  - Regierungschef: Ministerpräsident Taur Matan Ruak (2018–2023) (2012–2017 Präsident)
- Pakistan
  - Staatsoberhaupt: Präsident Arif Alvi (2018–2024)
  - Regierungschef:
    - Premierminister Imran Khan (2018–11. April 2022)
    - Premierminister Shehbaz Sharif (11. April 2022–2023, seit 2024)
- Philippinen
  - Staats- und Regierungschef:
    - Präsident Rodrigo Duterte (2016–30. Juni 2022)
    - Präsident Ferdinand Marcos Jr. (seit 30. Juni 2022)
- Singapur
  - Staatsoberhaupt: Präsidentin Halimah Yacob (2017–2023)
  - Regierungschef: Premierminister Lee Hsien Loong (2004–2024)
- Sri Lanka
  - Staatsoberhaupt:
    - Präsident Gotabaya Rajapaksa (2019–14. Juli 2022)
    - Präsident Ranil Wickremesinghe (14. Juli 2022–2024) (1993–1994, 2001–2004, 2015–2018, 2018–2019, 2022 Premierminister)

  - Regierungschef:
    - Premierminister Mahinda Rajapaksa (2004–2005, 2018, 2019–12. Mai 2022) (2005–2015 Präsident)
    - Premierminister Ranil Wickremesinghe (1993–1994, 2001–2004, 2015–2018, 2018–2019, 12. Mai 2022–22. Juli 2022) (2022–2024 Präsident)
    - Premierminister Dinesh Gunawardena (22. Juli 2022–2024)
- Thailand
  - Staatsoberhaupt: König Maha Vajiralongkorn (seit 2016)
  - Regierungschef:
    - Ministerpräsident Prayut Chan-o-cha (2014–24. August 2022, 2022–2023)
    - Ministerpräsident Prawit Wongsuwon (24. August 2022–30. September 2022) (kommissarisch)
    - Ministerpräsident Prayut Chan-o-cha (2014–2022, 30. September 2022–2023)
- Vietnam
  - Staatsoberhaupt: Präsident Nguyễn Xuân Phúc (2021–2023) (2016–2021 Premierminister)
  - Regierungschef: Premierminister Phạm Minh Chính (seit 2021)

### Vorderasien
- Armenien
  - Staatsoberhaupt:
    - Präsident Armen Sarkissjan (2018–1. Februar 2022)
    - Präsident Alen Simonjan (1. Februar 2022–13. März 2022) (kommissarisch)
    - Präsident Wahagn Chatschaturjan (seit 13. März 2022)

  - Regierungschef: Ministerpräsident Nikol Paschinjan (seit 2018)
- Aserbaidschan
  - Staatsoberhaupt: Präsident İlham Əliyev (seit 2003)
  - Regierungschef: Ministerpräsident Əli Əsədov (seit 2019)
- Bahrain
  - Staatsoberhaupt: König Hamad bin Isa Al Chalifa (seit 1999) (bis 2002 Emir)
  - Regierungschef: Ministerpräsident Salman bin Hamad bin Isa Al Chalifa (seit 2020)
- Georgien
  - Staatsoberhaupt: Präsidentin Salome Surabischwili (2018–2024)
  - Regierungschef: Ministerpräsident Irakli Garibashvili (2013–2015, 2021–2024)
- Irak
  - Staatsoberhaupt:
    - Präsident Barham Salih (2018–13. Oktober 2022)
    - Präsident Abdul Latif Raschid (seit 13. Oktober 2022)

  - Regierungschef:
    - Ministerpräsident Mustafa Al-Kadhimi (2020–13. Oktober 2022)
    - Ministerpräsident Mohammed Shia' al-Sudani (seit 13. Oktober 2022)
- Iran
  - Religiöses Oberhaupt: Oberster Rechtsgelehrter Ali Chamenei (seit 1989) (1981–1989 Ministerpräsident)
  - Regierungschef: Präsident Ebrahim Raisi (2021–2024)
- Israel
  - Staatsoberhaupt: Präsident Jitzchak Herzog (seit 2021)
  - Regierungschef:
    - Ministerpräsident Naftali Bennett (2021–1. Juli 2022)
    - Ministerpräsident Jair Lapid (1. Juli 2022–29. Dezember 2022)
    - Ministerpräsident Benjamin Netanjahu (1996–1999, 2009–2021, seit 29. Dezember 2022)
- Jemen
  - Staatsoberhaupt:
    - Präsident Abed Rabbo Mansur Hadi (2012–7. April 2022)
    - Präsident Rashad al-Alimi (seit 7. April 2022)

  - Regierungschef: Ministerpräsident Maeen Abdul Malek (2018–2024)
- Jordanien
  - Staatsoberhaupt: König Abdullah II. (seit 1999)
  - Regierungschef: Ministerpräsident Bisher Al-Khasawneh (2020–2024)
- Katar
  - Staatsoberhaupt: Emir Tamim bin Hamad Al Thani (seit 2013)
  - Regierungschef: Ministerpräsident Chalid bin Chalifa bin Abdulasis Al Thani (2020–2023)
- Kuwait
  - Staatsoberhaupt: Emir Nawaf al-Ahmad al-Dschabir as-Sabah (2020–2023)
  - Regierungschef:
    - Ministerpräsident Sabah al-Khaled al-Hamad as-Sabah (2019–19. Juli 2022)
    - Ministerpräsident Mohammad Sabah al-Salem as-Sabah (19. Juli 2022–24. Juli 2022, 2024)
    - Ministerpräsident Ahmad Nawaf al-Ahmad as-Sabah (24. Juli 2022–2024)
- Libanon
  - Staatsoberhaupt:
    - Präsident Michel Aoun (2016–31. Oktober 2022)
    - Ministerpräsident Nadschib Miqati (31. Oktober 2022–2025) (kommissarisch) (2005, 2011–2014, 2021–2025 Ministerpräsident)

  - Regierungschef: Ministerpräsident Nadschib Miqati (2005, 2011–2014, 2021–2025) (2022–2025 Staatsoberhaupt)
- Oman
  - Staats- und Regierungschef: Sultan Haitham ibn Tariq (seit 2020)
- Palästinensische Autonomiegebiete
  - Staatsoberhaupt: Präsident Mahmud Abbas (seit 2005) (2003 Ministerpräsident)
  - Regierungschef (regiert de facto nur in Westjordanland): Ministerpräsident Mohammed Schtajjeh (2019–2024)
- Saudi-Arabien
  - Staatsoberhaupt: König Salman ibn Abd al-Aziz (seit 2015)
  - Regierungschef: Premierminister Mohammed bin Salman (seit 27. September 2022)
- Syrien
  - Staatsoberhaupt: Präsident Baschar al-Assad (2000–2024)
  - Regierungschef: Ministerpräsident Hussein Arnus (2020–2024)
- Türkei
  - Staats- und Regierungschef: Präsident Recep Tayyip Erdoğan (seit 2014) (2003–2014 Ministerpräsident)
- Vereinigte Arabische Emirate
  - Staatsoberhaupt:
    - Präsident Chalifa bin Zayid Al Nahyan (2004–13. Mai 2022) (2004–2022 Emir von Abu Dhabi)
    - Präsident Muhammad bin Zayid Al Nahyan (seit 13. Mai 2022) (seit 2022 Emir von Abu Dhabi)

  - Regierungschef: Ministerpräsident Muhammad bin Raschid Al Maktum (seit 2006) (seit 2006 Emir von Dubai)

### Zentralasien
- Afghanistan
  - Staatsoberhaupt: Emir Hibatullah Achundsada (seit 2021)
  - Regierungschef: Ministerpräsident Mohammed Hassan Achund (2021–2023)
- Kasachstan
  - Staatsoberhaupt: Präsident Qassym-Schomart Toqajew (seit 2019)
  - Regierungschef:
    - Ministerpräsident Asqar Mamin (2019–5. Januar 2022)
    - Ministerpräsident Älichan Smajylow (5. Januar 2022–2024)
- Kirgisistan
  - Staatsoberhaupt: Präsident Sadyr Dschaparow (seit 2021)
  - Regierungschef: Ministerpräsident Akylbek Dschaparow (2021–2024)
- Mongolei
  - Staatsoberhaupt: Präsident Uchnaagiin Chürelsüch (seit 2021) (2017–2021 Premierminister)
  - Regierungschef: Premierminister Luwsannamsrain Ojuun-Erdene (2021–2025)
- Tadschikistan
  - Staatsoberhaupt: Präsident Emomalij Rahmon (seit 1992)
  - Regierungschef: Ministerpräsident Qohir Rassulsoda (seit 2013)
- Turkmenistan
  - Staats- und Regierungschef:
    - Präsident Gurbanguly Berdimuhamedow (2006–19. März 2022) (2006–2007 kommissarisch)
    - Präsident Serdar Berdimuhamedow (seit 19. März 2022)
- Usbekistan
  - Staatsoberhaupt: Präsident Shavkat Mirziyoyev (seit 2016)
  - Regierungschef: Ministerpräsident Abdulla Aripov (seit 2016)

## Australien und Ozeanien
- Australien
  - Staatsoberhaupt:
    - Königin Elisabeth II. (1952–2022)
    - König Charles III. (seit 8. September 2022)
      - Generalgouverneur: David Hurley (2019–2024)

  - Regierungschef:
    - Premierminister Scott Morrison (2018–23. Mai 2022)
    - Premierminister Anthony Albanese (seit 23. Mai 2022)
- Cookinseln (unabhängiger Staat in freier Assoziierung mit Neuseeland)
  - Staatsoberhaupt:
    - Königin Elisabeth II. (1965–2022)
    - König Charles III. (seit 8. September 2022)
      - King’s Representative: Tom Marsters (seit 2013)

  - Regierungschef: Ministerpräsident Mark Brown (seit 2020)
- Fidschi
  - Staatsoberhaupt: Präsident Wiliame Katonivere (2021–2024)
  - Regierungschef:
    - Premierminister Frank Bainimarama (2007–24. Dezember 2022) (2000, 2006–2007 Staatsoberhaupt)
    - Premierminister Sitiveni Rabuka (1992–1999, seit 24. Dezember 2022) (1987 Staatsoberhaupt)
- Kiribati
  - Staats- und Regierungschef: Präsident Taneti Maamau (seit 2016)
- Marshallinseln
  - Staats- und Regierungschef: Präsident David Kabua (2020–2024)
- Mikronesien
  - Staats- und Regierungschef: Präsident David Panuelo (2019–2023)
- Nauru
  - Staats- und Regierungschef:
    - Präsident Lionel Aingimea (2019–28. September 2022)
    - Präsident Russ Kun (28. September 2022–2023)
- Neuseeland
  - Staatsoberhaupt:
    - Königin Elisabeth II. (1952–2022)
    - König Charles III. (seit 8. September 2022)
      - Generalgouverneurin Cindy Kiro (seit 2021)

  - Regierungschef: Premierministerin Jacinda Ardern (2017–2023)
- Niue (unabhängiger Staat in freier Assoziierung mit Neuseeland)
  - Staatsoberhaupt:
    - Königin Elisabeth II. (1974–2022)
    - König Charles III. (seit 8. September 2022)
      - King’s Representative: Generalgouverneur von Neuseeland

  - Regierungschef: Ministerpräsident Dalton Tagelagi (seit 2020)
- Palau
  - Staats- und Regierungschef: Präsident Surangel Whipps (seit 2021)
- Papua-Neuguinea
  - Staatsoberhaupt:
    - Königin Elisabeth II. (1975–2022)
    - König Charles III. (seit 8. September 2022)
      - Generalgouverneur: Bob Dadae (seit 2017)

  - Regierungschef: Ministerpräsident James Marape (seit 2019)
- Salomonen
  - Staatsoberhaupt:
    - Königin Elisabeth II. (1978–2022)
    - König Charles III. (seit 8. September 2022)
      - Generalgouverneur: David Vunagi (2019–2024)

  - Regierungschef: Premierminister Manasseh Sogavare (2000–2001, 2006–2007, 2014–2017, 2019–2024)
- Samoa
  - Staatsoberhaupt: O le Ao o le Malo Vaʻaletoa Sualauvi II. (seit 2017)
  - Regierungschef: Premierministerin Naomi Mataʻafa (seit 2021)
- Tonga
  - Staatsoberhaupt: König Tupou VI. (seit 2012) (2000–2006 Ministerpräsident)
  - Regierungschef: Premierminister Siaosi Sovaleni (2021–2024)
- Tuvalu
  - Staatsoberhaupt:
    - Königin Elisabeth II. (1978–2022)
    - König Charles III. (seit 8. September 2022)
      - Generalgouverneur Tofiga Vaevalu Falani (seit 2021)

  - Regierungschef: Premierminister Kausea Natano (2019–2024)
- Vanuatu
  - Staatsoberhaupt:
    - Präsident Tallis Obed Moses (2017–6. Juli 2022)
    - Präsident Seoule Simeon (6. Juli 2022–23. Juli 2022) (kommissarisch)
    - Präsident Nikenike Vurobaravu (seit 23. Juli 2022)

  - Regierungschef:
    - Premierminister Bob Loughman (2020–4. November 2022)
    - Premierminister Ishmael Kalsakau (4. November 2022–2023)

## Europa
- Albanien
  - Staatsoberhaupt:
    - Präsident Ilir Meta (2017–24. Juli 2022)
    - Präsident Bajram Begaj (seit 24. Juli 2022)

  - Regierungschef: Ministerpräsident Edi Rama (seit 2013)
- Andorra
  - Kofürsten:
    - Staatspräsident von Frankreich Emmanuel Macron (seit 2017)
      - Persönlicher Repräsentant: Patrick Strzoda (2017–2024)

    - Bischof von Urgell Joan Enric Vives i Sicília (2003–2025)
      - Persönlicher Repräsentant: Josep Maria Mauri (2010–2023)

  - Regierungschef: Regierungspräsident Xavier Espot Zamora (seit 2019)
- Belarus
  - Staatsoberhaupt: Präsident Aljaksandr Lukaschenka (seit 1994)
  - Regierungschef: Ministerpräsident Raman Haloutschanka (2020–2025)
- Belgien
  - Staatsoberhaupt: König Philippe (seit 2013)
  - Regierungschef: Premierminister Alexander De Croo (2020–2025)
- Bosnien und Herzegowina
  - Hoher Repräsentant Christian Schmidt (seit 2021)
  - Staatsoberhaupt:
    - Vorsitzender des Staatspräsidiums Željko Komšić (2007–2008, 2009–2010, 2011–2012, 2013–2014, 2019–2020, 2021–30. März 2022, 2023–2024, seit 2025)
    - Vorsitzender des Staatspräsidiums Šefik Džaferović (2020, 30. März 2022–16. November 2022)
    - Vorsitzende des Staatspräsidiums Željka Cvijanović (16. November 2022–2023, 2024–2025)

  - Staatspräsidium:
    - Bosniaken:
      - Šefik Džaferović (2018–16. November 2022)
      - Denis Bećirović (seit 16. November 2022)

    - Kroaten: Željko Komšić (2006–2014, seit 2018)
    - Serben:
      - Milorad Dodik (2018–16. November 2022)
      - Željka Cvijanović (seit 16. November 2022)

  - Regierungschef: Ministerpräsident Zoran Tegeltija (2019–2023)
- Bulgarien
  - Staatsoberhaupt: Präsident Rumen Radew (seit 2017)
  - Regierungschef:
    - Ministerpräsident Kiril Petkow (2021–2. August 2022)
    - Ministerpräsident Galab Donew (2. August 2022–2023)
- Dänemark
  - Staatsoberhaupt: Königin Margrethe II. (1972–2024)
  - Regierungschef: Ministerpräsidentin Mette Frederiksen (seit 2019)
  - Färöer (politisch selbstverwalteter und autonomer Bestandteil des Königreichs Dänemark)
    - Vertreter der dänischen Regierung: Reichsombudsfrau Lene Moyell Johansen (seit 2017)
    - Regierungschef:
      - Ministerpräsident Bárður Nielsen (2019–22. Dezember 2022)
      - Ministerpräsident Aksel V. Johannesen (2015–2019, seit 22. Dezember 2022)

  - Grönland (politisch selbstverwalteter und autonomer Bestandteil des Königreichs Dänemark)
    - Vertreter der dänischen Regierung:
      - Reichsombudsfrau Mikaela Engell (2011–30. April 2022)
      - Reichsobbudsfrau Julie Præst Wilche (seit 1. Mai 2022)

    - Regierungschef: Ministerpräsident Múte B. Egede (2021–2025)
- Deutschland
  - Staatsoberhaupt: Bundespräsident Frank-Walter Steinmeier (seit 2017)
  - Regierungschef: Bundeskanzler Olaf Scholz (2021–2025)
- Estland
  - Staatsoberhaupt: Präsident Alar Karis (seit 2021)
  - Regierungschef: Ministerpräsidentin Kaja Kallas (2021–2024)
- Finnland
  - Staatsoberhaupt: Präsident Sauli Niinistö (2012–2024)
  - Regierungschef: Ministerpräsidentin Sanna Marin (2019–2023)
- Frankreich
  - Staatsoberhaupt: Präsident Emmanuel Macron (seit 2017)
  - Regierungschef:
    - Premierminister Jean Castex (2020–16. Mai 2022)
    - Premierministerin Élisabeth Borne (16. Mai 2022–2024)
- Griechenland
  - Staatsoberhaupt: Präsidentin Katerina Sakellaropoulou (2020–2025)
  - Regierungschef: Ministerpräsident Kyriakos Mitsotakis (2019–2023, seit 2023)
- Irland
  - Staatsoberhaupt: Präsident Michael D. Higgins (seit 2011)
  - Regierungschef:
    - Taoiseach Micheál Martin (2020–17. Dezember 2022, seit 2025)
    - Taoiseach Leo Varadkar (2017–2020, 17. Dezember 2022–2024)
- Island
  - Staatsoberhaupt: Präsident Guðni Th. Jóhannesson (2016–2024)
  - Regierungschef: Premierministerin Katrín Jakobsdóttir (2017–2024)
- Italien
  - Staatsoberhaupt: Präsident Sergio Mattarella (seit 2015)
  - Regierungschef:
    - Ministerpräsident Mario Draghi (2021–22. Oktober 2022)
    - Ministerpräsidentin Giorgia Meloni (seit 22. Oktober 2022)
- Kanalinseln[1]
  - Guernsey
    - Staatsoberhaupt:
      - Herzogin Elisabeth II. (1952–8. September 2022)
      - Herzog Charles III. (seit 8. September 2022)
        - Vizegouverneur: Ian Corder (2016–15. Februar 2022)
        - Vizegouverneur: Richard Cripwell (seit 15. Februar 2022)

    - Regierungschef: Präsident des Resources and Policy Committee Peter Ferbrache (2020–2023)

  - Jersey
    - Staatsoberhaupt:
      - Herzogin Elisabeth II. (1952–8. September 2022)
      - Herzog Charles III. (seit 8. September 2022)
        - Vizegouverneur: Stephen Dalton (2017–30. Juni 2022)
        - Vizegouverneur: Timothy Le Cocq (30. Juni 2022–8. Oktober 2022) (kommissarisch)
        - Vizegouverneur: Jerry Kyd (seit 8. Oktober 2022)

    - Regierungschef:
      - Premierminister John Le Fondré (2018–12. Juli 2022)
      - Premierministerin Kristina Moore (seit 12. Juli 2022)
- Kosovo (seit 2008 unabhängig, international von 117 von insgesamt 193 Mitgliedstaaten der Vereinten Nationen anerkannt)
  - Staatsoberhaupt: Präsidentin Vjosa Osmani (seit 2021)
  - Regierungschef: Ministerpräsident Albin Kurti (seit 2021)
- Kroatien
  - Staatsoberhaupt: Präsident Zoran Milanović (seit 2020)
  - Regierungschef: Ministerpräsident Andrej Plenković (seit 2016)
- Lettland
  - Staatsoberhaupt: Präsident Egils Levits (2019–2023)
  - Regierungschef: Ministerpräsident Krišjānis Kariņš (2019–2023)
- Liechtenstein
  - Staatsoberhaupt: Fürst Hans-Adam II. (seit 1989)
    - Regent: Erbprinz Alois (seit 2004)

  - Regierungschef: Regierungschef Daniel Risch (2021–2025)
- Litauen
  - Staatsoberhaupt: Präsident Gitanas Nausėda (seit 2019)
  - Regierungschef: Ministerpräsidentin Ingrida Šimonytė (2020–2024)
- Luxemburg
  - Staatsoberhaupt: Großherzog Henri (seit 2000) (1998–2000 Regent)
  - Regierungschef: Premierminister Xavier Bettel (2013–2023)
- Malta
  - Staatsoberhaupt: Präsident George Vella (2019–2024)
  - Regierungschef: Ministerpräsident Robert Abela (seit 2020)
- Isle of Man[1]
  - Staatsoberhaupt:
    - Lord of Man Elisabeth II. (1952–8. September 2022)
    - Lord of Man Charles III. (seit 8. September 2022)
      - Vizegouverneur John Lorimer (seit 2021)

  - Regierungschef: Premierminister Alfred Cannan (seit 2021)
- Moldau
  - Staatsoberhaupt: Präsidentin Maia Sandu (seit 2020)
  - Regierungschef: Ministerpräsidentin Natalia Gavrilita (2021–2023)
- Monaco
  - Staatsoberhaupt: Fürst Albert II. (seit 2005)
  - Regierungschef: Staatsminister Pierre Dartout (2020–2024)
- Montenegro
  - Staatsoberhaupt: Präsident Milo Đukanović (1998–2002, 2018–2023) (1991–1998, 2003–2006, 2008–2010, 2012–2016 Ministerpräsident)
  - Regierungschef:
    - Ministerpräsident Zdravko Krivokapić (2020–28. April 2022)
    - Ministerpräsident Dritan Abazović (28. April 2022–2023)
- Niederlande (Land in Europa)
  - Staatsoberhaupt: König Willem-Alexander (seit 2013)
  - Regierungschef: Ministerpräsident Mark Rutte (2010–2024)
  - Curaçao (Land des Königreichs der Niederlande)
    - Vertreter der niederländischen Regierung: Gouverneurin Lucille George-Wout (seit 2013)
    - Regierungschef: Ministerpräsident Gilmar Pisas (2017, seit 2021)

  - Sint Maarten (Land des Königreich der Niederlande)
    - Vertreter der niederländischen Regierung:
      - Gouverneur Eugene Holiday (2010–10. Oktober 2022)
      - Gouverneur Ajamu Baly (seit 10. Oktober 2022)

    - Regierungschef: Ministerpräsidentin Silveria Jacobs (2019–2024)

  - Aruba (Land des Königreich der Niederlande)
    - Vertreter der niederländischen Regierung: Gouverneur Alfonso Boekhoudt (seit 2017)
    - Regierungschef: Ministerpräsidentin Evelyn Wever-Croes (seit 2017)
- Nordmazedonien
  - Staatsoberhaupt: Präsident Stevo Pendarovski (2019–2024)
  - Regierungschef:
    - Ministerpräsident Zoran Zaev (2017–2020, 2020–16. Januar 2022)
    - Ministerpräsident Dimitar Kovačevski (16. Januar 2022–2024)
- Norwegen
  - Staatsoberhaupt: König Harald V. (seit 1991)
  - Regierungschef: Ministerpräsident Jonas Gahr Støre (seit 2021)
- Österreich
  - Staatsoberhaupt: Bundespräsident Alexander Van der Bellen (seit 2017)
  - Regierungschef: Bundeskanzler Karl Nehammer (2021–2025)
- Polen
  - Staatsoberhaupt: Präsident Andrzej Duda (2015–2025)
  - Regierungschef: Ministerpräsident Mateusz Morawiecki (2017–2023)
- Portugal
  - Staatsoberhaupt: Präsident Marcelo Rebelo de Sousa (seit 2016)
  - Regierungschef: Ministerpräsident António Costa (2015–2024)
- Rumänien
  - Staatsoberhaupt: Präsident Klaus Johannis (2014–2025)
  - Regierungschef: Ministerpräsident Nicolae Ciucă (2020, 2021–2023)
- Russland
  - Staatsoberhaupt: Präsident Wladimir Putin (1999–2008, seit 2012) (1999–2000, 2008–2012 Ministerpräsident)
  - Regierungschef: Ministerpräsident Michail Mischustin (seit 2020)
- San Marino
  - Staatsoberhäupter: Capitani Reggenti:
    - Francesco Mussoni (2009–2010, 2021–1. April 2022) und Giacomo Simoncini (2021–1. April 2022)
    - Oscar Mina (2009, 1. April 2022–1. Oktober 2022) und Paolo Rondelli (1. April 2022–1. Oktober 2022)
    - Maria Luisa Berti (2011, 1. Oktober 2022–2023) und Manuel Ciavatta (1. Oktober 2022–2023)

  - Regierungschef: Außenminister Luca Beccari (seit 2020) (2014 Capitano Reggente)
- Schweden
  - Staatsoberhaupt: König Carl XVI. Gustaf (seit 1973)
  - Regierungschef:
    - Ministerpräsidentin Magdalena Andersson (2021–18. Oktober 2022)
    - Ministerpräsident Ulf Kristersson (seit 18. Oktober 2022)
- Schweiz[2]
  - Bundespräsident Ignazio Cassis (1. Januar 2022–31. Dezember 2022)
  - Bundesrat:
    - Ueli Maurer (2009–31. Dezember 2022)
    - Simonetta Sommaruga (2010–31. Dezember 2022)
    - Alain Berset (2012–2023)
    - Guy Parmelin (seit 2016)
    - Ignazio Cassis (seit 2017)
    - Viola Amherd (2019–2025)
    - Karin Keller-Sutter (seit 2019)
- Serbien
  - Staatsoberhaupt: Präsident Aleksandar Vučić (seit 2017)
  - Regierungschef: Ministerpräsidentin Ana Brnabić (2017–2024)
- Slowakei
  - Staatsoberhaupt: Präsidentin Zuzana Čaputová (2019–2024)
  - Regierungschef: Ministerpräsident Eduard Heger (2021–2023)
- Slowenien
  - Staatsoberhaupt:
    - Präsident Borut Pahor (2012–22. Dezember 2022) (2008–2012 Ministerpräsident)
    - Präsidentin Nataša Pirc Musar (seit 22. Dezember 2022)

  - Regierungschef:
    - Ministerpräsident Janez Janša (2004–2008, 2012–2013, 2020–25. Mai 2022)
    - Ministerpräsident Robert Golob (seit 25. Mai 2022)
- Spanien
  - Staatsoberhaupt: König Felipe VI. (seit 2014)
  - Regierungschef: Ministerpräsident Pedro Sánchez (seit 2018)
- Tschechien
  - Staatsoberhaupt: Präsident Miloš Zeman (2013–2023) (1998–2002 Ministerpräsident)
  - Regierungschef: Ministerpräsident Petr Fiala (seit 2021)
- Ukraine
  - Staatsoberhaupt: Präsident Wolodymyr Selenskyj (seit 2019)
  - Regierungschef: Ministerpräsident Denys Schmyhal (2020–2025)
- Ungarn
  - Staatsoberhaupt:
    - Präsident János Áder (2012–10. Mai 2022)
    - Präsidentin Katalin Novák (10. Mai 2022–2024)

  - Regierungschef: Ministerpräsident Viktor Orbán (1998–2002, seit 2010)
- Vatikanstadt
  - Staatsoberhaupt: Papst Franziskus (2013–2025)
  - Regierungschef: Präsident des Governatorats Fernando Vérgez Alzaga (2021–2025)
- Vereinigtes Königreich
  - Staatsoberhaupt:
    - Königin Elisabeth II. (1952–8. September 2022) (gekrönt 1953)
    - König Charles III. (seit 8. September 2022) (gekrönt 2023)

  - Regierungschef:
    - Premierminister Boris Johnson (2019–6. September 2022)
    - Premierministerin Liz Truss (6. September 2022–25. Oktober 2022)
    - Premierminister Rishi Sunak (25. Oktober 2022–2024)
- Republik Zypern
  - Staats- und Regierungschef: Präsident Nikos Anastasiadis (2013–2023)
  - Nordzypern (international nicht anerkannt)
    - Staatsoberhaupt: Präsident Ersin Tatar (seit 2020) (2019–2020 Ministerpräsident)
    - Regierungschef:
      - Ministerpräsident Faiz Sucuoğlu (2021–12. Mai 2022)
      - Ministerpräsident Ünal Üstel (seit 12. Mai 2022)